# Foundation (Fernsehserie)
Foundation ist eine US-amerikanische Science-Fiction-Drama-Fernsehserie, die von David S. Goyer und Josh Friedman für Apple TV+ entwickelt wurde und auf der gleichnamigen Buchreihe von Isaac Asimov basiert. Foundation hatte am 24. September 2021 seine Premiere.

## Handlung
Foundation erzählt „… die tausendjährige Saga der Foundation, einer Gruppe von Verbannten, die entdecken, dass der einzige Weg, das Galaktische Imperium vor der Zerstörung zu bewahren, darin besteht, ihm zu trotzen.“
Die Handlung dreht sich um den Untergang des galaktischen Imperiums und den anschließenden Neuanfang einer interstellaren menschlichen Zivilisation. Das Imperium besteht schon seit Jahrtausenden und umfasst beinahe die gesamte Galaxie, in der sich die Menschheit im Laufe der Zeit ausgebreitet hat. Der Ursprung der menschlichen Rasse ist in Vergessenheit geraten. Regiert wird das gewaltige Imperium vom Stadtplaneten Trantor aus, wo seit knapp 400 Jahren eine Dynastie von Klonen herrscht, Kopien des Kaisers Cleon. Dieser war der Meinung, dass nur Herrscher seines Formats das Imperium weiterhin zusammenhalten konnten.
Die Folge war eine stabile, aber stagnierende Regierung, die auf neue Entwicklungen nicht mehr flexibel reagieren kann. Das Imperium erscheint immer noch als eine gewaltige Macht, doch das Fundament bröckelt. Randprovinzen des Imperiums streben nach Unabhängigkeit und gesellschaftliche Umbrüche zeichnen sich ab. Der brillante, aber eigenwillige Wissenschaftler Hari Seldon sagt mit Hilfe der Psychohistorik, die auf Grundlage von Daten großer Bevölkerungsgruppen Entwicklungen berechnet, den drohenden, wenngleich schleichend verlaufenden Untergang des Imperiums vorher. Die Folgen würden vernichtende Kriege, der Zusammenbruch der bekannten Strukturen und technologischer Verfall sein. Es würden Jahrtausende eines dunklen Zeitalters folgen.
Mit seiner Anhängerschaft versucht er nach dem Zusammenbruch in den Weiten der Galaxis die Zivilisation und ihre Zukunft zu beschützen und zu bewahren. Er gründet auf dem Planeten Terminus die Foundation. Die herrschenden Cleons fürchten Haris Behauptungen und ihren schwindenden Einfluss auf die Galaxie.

## Produktion

### Entwicklung
Am 27. Juni 2017 wurde berichtet, dass Skydance Television eine Fernsehserienadaption von Isaac Asimovs Science-Fiction-Buchreihe Foundation mit David S. Goyer und Josh Friedman als Autoren der Produktion entwickelt. Zum Zeitpunkt des Berichts war die Produktionsfirma gerade dabei, einen Vertrag mit Asimovs Nachlass über die Rechte an der Buchreihe abzuschließen. Am 10. April 2018 wurde bekannt gegeben, dass Apple über seine Worldwide Video Unit die Serie gekauft und in die Entwicklung gegeben hat, mit dem Potenzial, sie direkt in Serie zu bringen. Außerdem wurde bekannt gegeben, dass Goyer und Friedman auch als Executive Producer und Showrunner fungieren sollen. Als weitere Executive Producer wurden unter anderem David Ellison, Dana Goldberg und Marcy Ross genannt.
Am 23. August 2018 wurde bekannt gegeben, dass Apple einen Serienauftrag für eine erste Staffel mit zehn Episoden erteilt hat. Außerdem wurde bekannt gegeben, dass Asimovs Tochter, Robyn Asimov, als ausführende Produzentin fungieren würde. Am 18. April 2019 verließ Josh Friedman die Serie als Co-Autor und Co-Showrunner. Am 28. Juli 2019 wurde bekannt gegeben, dass die Troy Studios in Limerick (Irland) die Produktion der Serie übernehmen würden. Laut Screen Ireland würde die Serie mehr als 500 Arbeitsplätze im Studio schaffen. Die 10-teilige Serie erhält familiäre Unterstützung von Asimovs Tochter Robyn Asimov. Goyer stellte die Serie in einem Satz vor: „Es ist ein 1000-jähriges Schachspiel zwischen Hari Seldon und dem Imperium, alle Figuren dazwischen sind die Bauern, aber einige der Bauern werden im Laufe dieser Saga zu Königen und Königinnen.“
Gegenüber Slash Film erklärte Goyer, dass er sich schon frühzeitig über zukünftige Staffeln Gedanken gemacht hat. Er sagte, dass er bereits einen losen Plan für acht Staffeln hätte.

### Drehbuch
Im Januar 2021 erklärte Goyer: „Mit Foundation können wir die Geschichte hoffentlich über achtzig Episoden hinweg erzählen; achtzig Stunden, im Gegensatz zu dem Versuch, alles in zwei oder drei Stunden für einen einzigen Film zusammenzufassen“. Goyer sagte, dass dieses Format vielleicht nicht erfolgreich sein würde, aber wenn doch, wäre es einzigartig. David S. Goyer und Josh Friedman waren als Drehbuchautoren für die Produktion vorgesehen; Friedman stieg jedoch im April 2019 als Co-Autor aus. Goyer merkte auch an, dass die Erzählung einer Geschichte, die sich über 1000 Jahre hinweg abspielt, etwas sei, das ein Film nicht leisten könne und das in diesem Format schwieriger zu erzählen sei.

### Casting
Am 22. Oktober 2019 wurde bekannt gegeben, dass Lee Pace und Jared Harris die Rollen von Bruder Tag bzw. Hari Seldon übernehmen werden. Am 4. Dezember 2019 wurden fünf weitere Darsteller bekannt gegeben: Lou Llobell spielt die Rolle von Gaal, einem mathematischen Genie von einem ländlichen, unterdrückten Planeten. Leah Harvey als Salvor, die beschützende und intuitive Aufseherin eines abgelegenen äußeren Planeten. Laura Birn spielt Eto Demerzel, die rätselhafte Adjutantin des Imperators der Galaxis. Terrence Mann spielt die Rolle von Bruder Dämmerung, dem ältesten lebenden Mitglied der Herrscherfamilie. Cassian Bilton spielt Bruder Morgen, das jüngste lebende Mitglied der Herrscherfamilie und der nächste in der Reihe von Bruder Tag. In einem Trailer vom Juni 2021 wurde Alfred Enoch als Teil der Besetzung enthüllt. Die neuen Charaktere Bruder Tag, Bruder Dämmerung und Bruder Morgen sind Originalfiguren, die für die Serie neu geschaffen wurden.

### Dreharbeiten
Am 12. März 2020 setzte Apple die Produktion der Serie in Irland aufgrund der Corona-Pandemie aus. Am 6. Oktober wurden die Dreharbeiten wieder aufgenommen. Am 27. Januar 2021 gab Goyer bekannt, dass die Schauspieler und Crewmitglieder nach einer Quarantäne und einer Sondergenehmigung der Regierung von Malta mit den Dreharbeiten auf der Insel beginnen durften. Goyer merkte an, dass die Dreharbeiten immer in Malta geplant waren; aufgrund neuer Beschränkungen, die in London auferlegt wurden, wurden jedoch wesentliche Teile der Produktion nach Malta verlegt. Die Dreharbeiten in Malta wurden im Februar 2021 abgeschlossen. Die Dreharbeiten in Tuineje (Fuerteventura) waren bereits im März 2021 abgeschlossen. Das Produktionsteam arbeitete in vulkanischen Landschaften wie der Caldera de los Arrabales und Granja de Pozo Negro und zog dann nach Teneriffa um, wo die Dreharbeiten am 22. März 2021 fortgesetzt wurden. Die Dreharbeiten wurden im April 2021 nach 19 Monaten abgeschlossen. Für einige Szenen wurden auch die Pfahlbauten in Unteruhldingen am Bodensee als Kulisse verwendet.
Apple TV+ hat am 7. Oktober 2021 bekanntgegeben, dass die Serie um eine zweite Staffel verlängert wurde. Die Dreharbeiten zur zweiten Staffel fanden auch teilweise wieder auf Fuerteventura statt.

## Besetzung und Synchronisation
Die deutschsprachige Synchronisation entsteht nach den Dialogbüchern von Jan Odle und Matthias Lange (jeweils fünf Episoden) und unter der Dialogregie von Jan Odle (Staffel 1) und Lange (Staffel 2–3) durch die FFS Film- & Fernseh-Synchron in München.
| Rollen | Schauspieler          | Hauptrolle | Nebenrolle  | Synchronsprecher               |
| --- | --------------------- | ---------- | ----------- | ------------------------------ |
| Gaal Dornick | Lou Llobell           | 1.01–      |             | Malika Bayerwaltes             |
| Hari Seldon | Jared Harris          | 1.01–      |             | Walter von Hauff               |
| Bruder Tag (Cleon XII., Cleon XIII., Cleon XVII.)                                                                      | Lee Pace              | 1.01–      |             | Sascha Rotermund               |
| Salvor Hardin (Wächterin von Terminus, biologische Tochter von Gaal Dornick und Raych Foss)                            | Leah Harvey           | 1.01–      |             | Regina Beckhaus                |
| Eto Demerzel (Roboter, Beraterin der Imperatoren)                                                                      | Laura Birn            | 1.01–      |             | Claudia Lössl                  |
| Bruder Dämmerung (Cleon XI., Cleon XII., Cleon XVI.)                                                                   | Terrence Mann 1       | 1.01–      |             | Thomas Rauscher Erich Ludwig 2 |
| Bruder Morgen (Cleon XIII.)                                                                                            | Cooper Carter         | 1.01–1.02  |             | Kaspar Percy Seeberger         |
| Bruder Morgen (Cleon XIV., Cleon XVIII.)                                                                               | Cassian Bilton        | 1.03–      |             | Tobias John von Freyend        |
| Das Maultier | Mikael Persbrandt     |            | 2.02, 2.10  | Thomas Albus                   |
| Das Maultier | Pilou Asbæk           | 3.01–      |             | Thomas Darchinger              |
| Botschafterin Quent | Cherry Jones          | 3.01–      |             | Marianne Groß                  |
| Abbas Hardin (Seldon-Anhänger und Terminus-Kolonist, Dornicks Trainingspartner, Vater von Salvor Hardin)               | Clarke Peters         |            | 1.02–1.06   | Ekkehardt Belle                |
| Mari Hardin (Seldon-Anhängerin und Terminus-Kolonistin, Mutter von Salvor Hardin)                                      | Sasha Behar           |            | 1.03–       | Elisabeth Günther              |
| Botschafter Xandem (von Anacreon)                                                                                      | Antony Bunsee         |            | 1.01–1.02   | Erhard Hartmann                |
| Botschafterin Shae Un Shae (von Thespis)                                                                               | Carolina Main         |            | 1.01–1.02   | Elisabeth von Koch             |
| Raych Foss (Adoptivsohn von Hari Seldon)                                                                               | Alfred Enoch          |            | 1.01–1.02   | Julian Bayer                   |
| Jerril (Berater von Bruder Tag)                                                                                        | Reece Shearsmith      |            | 1.01–1.02   | Pascal Breuer                  |
| Shadow Master Obrecht (der kaiserliche Meisterspion während der Herrschaft von Cleon XIII.)                            | Mido Hamada           |            | 1.01, 1.04– | Alexander Brem                 |
| Lewis Pirenne (Direktor der Foundation)                                                                                | Elliot Cowan          |            | 1.02–1.09   | Claus-Peter Damitz             |
| Lowre (Terminus-Kolonistin)                                                                                            | Kim Adis              |            | 1.03–       |                                |
| Shivaughn (Terminus-Kolonistin)                                                                                        | Johanna O’Brien       |            | 1.03–       | Katharina Friedl               |
| Freestone | Nikhil Parmer         |            | 1.03–       | Uwe Thomsen                    |
| Hugo Crast (Salvor Hardins Geliebter, ein interplanetarischer Händler)                                                 | Daniel MacPherson     |            | 1.03–       | Sebastian Winkler              |
| Phara Keaen (Großjägerin von Anacreon)                                                                                 | Kubbra Sait           |            | 1.03–1.09   | Angela Wiederhut               |
| Azura Odile (eine Gärtnerin des kaiserlichen Palastes und die Geliebte von Bruder Morgen/Cleon XIV.)                   | Amy Tyger             |            | 1.04–1.10   | Lara Wurmer                    |
| Commander Dorwin (ein nach Terminus entsandter imperialer Soldat)                                                      | Christian Contreras   |            | 1.04–1.07   | Manou Lubowski                 |
| Zephyr Halima Ifa (eine hochrangige Priesterin der Luministen, die sich um die Wahl zum nächsten Vorsitzenden bewirbt) | T’Nia Miller          |            | 1.06–1.08   | Stefanie Dischinger            |
| Jaegger Fount (ein Wächter von Terminus)                                                                               | Holt McCallany        |            | 2.01–2.02   | Stefan Lehnen                  |
| Königin Sareth (die Kaiserin von Cloud Dominion und zukünftige Braut von Bruder Tag/Cleon XVII.)                       | Ella-Rae Smith        |            | 2.01–       | Zina Laus                      |
| Ratgeberin Rue (Sareths Gefolgsfrau)                                                                                   | Sandra Yi Sencindiver |            | 2.01–2.10   | Anke Kortemeier                |
| Bruder Constant (ein Mönch und reisender "Magier", der das Evangelium von Hari Seldon verbreitet)                      | Isabella Laughland    |            | 2.02–       | Pola Jane O’Mara               |
| Hochkleriker Poly Verisof (Constants Vorgesetzter und Gefährte, der bei der Gründung der Foundation noch ein Kind war) | Kulvinder Ghir        |            | 2.02–       | Benedikt Kienle                |
| Direktor Sef Sermak (ein Anführer der Foundation)                                                                      | Oliver Chris          |            | 2.01–       | René Oltmanns                  |
| Bel Riose (ein in Ungnade gefallener General des Imperiums, der zu einem Gefangenen geworden ist)                      | Ben Daniels           |            | 2.02–2.10   | Matthias Klie                  |
| Hober Mallow (ein schurkischer Händler und Betrüger, der für die Entwicklung der Foundation wichtig ist)               | Dimitri Leonidas      |            | 2.03–2.10   | Leonard Hohm                   |
| Glawen Curr (Rioses Ehemann und stellvertretender Befehlshaber)                                                        | Dino Fetscher         |            | 2.02–       | Jochen Paletschek              |
| Tellem Bond (die Anführerin einer Gemeinschaft von Mentalisten auf dem Planeten Ignis)                                 | Rachel House          |            | 2.05–2.10   | Kathrin Simon                  |
| Yanna Seldon (Hari Seldons verstorbene Lebenspartnerin)                                                                | Nimrat Kaur           |            | 2.01, 2.06  | Eva-Maria Reichert             |

## Episodenliste

### Staffel 1
| Nr. (ges.) | Nr. (St.) | Deutscher Titel             | Originaltitel             | Erstveröffentlichung USA | Deutschsprachige Erstveröffentlichung (D) | Regie            | Drehbuch                       |
| --- | --------- | --------------------------- | ------------------------- | ------------------------ | ----------------------------------------- | ---------------- | ------------------------------ |
| 1 | 1         | Der Frieden des Kaisers     | The Emperor’s Peace       | 24. Sep. 2021            | 24. Sep. 2021                             | Rupert Sanders   | David S. Goyer & Josh Friedman |
| Das Wunderkind Gaal Dornick reist von ihrer akademisch repressiven Heimatwelt Synnax nach Trantor, der Zentralwelt des Galaktischen Imperiums, um bei dem berühmten Hari Seldon zu studieren, dem Schöpfer des voraussagenden mathematischen Teilgebiets der Psychohistorie, als Belohnung für die Lösung einer jahrhundertealten Theorie. Beide werden unter dem Vorwurf des Hochverrats verhaftet: Seldon, weil sein Modell den baldigen Zusammenbruch des Imperiums vorhersagt, und Dornick, weil das Imperium will, dass sie die Psychohistorie öffentlich diskreditiert. Dornick bestätigt stattdessen Seldons Modell. Beide werden verurteilt, aber von Imperator Cleon XII./Bruder Tag verschont, nachdem die Sternenbrücke (Trantors Weltraumlift) zerstört wurde, vermutlich von Terroristen aus den verfeindeten Peripherie-Königreichen Anacreon und Thespis. Bruder Tag verbannt Seldon und Dornick auf die Peripheriewelt Terminus, wo sie einen Speicher für menschliches Wissen aufbauen sollen, von dem Seldon behauptet, dass er das dunkle Zeitalter nach dem Fall des Imperiums verkürzen wird. |           |                             |                           |                          |                                           |                  |                                |
| 2 | 2         | Ein neues Leben             | Preparing to Live         | 24. Sep. 2021            | 24. Sep. 2021                             | Andrew Bernstein | Josh Friedman & David S. Goyer |
| Seldon und seine Anhänger begeben sich an Bord eines Raumschiffs mit geringer Geschwindigkeit nach Terminus und bereiten sich auf ihr neues Leben auf der kargen Welt vor. Dornick offenbart ihrem Geliebten, Seldons Adoptivsohn Raych, dass das Modell der Psychohistorie unvollständig ist, was ihn alarmiert. Eines Nachts findet Dornick Raych, der Seldon in seinem Quartier ersticht. Raych treibt die ungläubige Dornick in eine Rettungskapsel und wirft sie aus dem Schiff. In der Zwischenzeit untersucht das Imperium den Angriff auf die Sternenbrücke, ist aber nicht in der Lage, den Drahtzieher zu identifizieren oder ihn eindeutig den Regierungen von Anacreon und Thespis zuzuordnen. Obwohl Bruder Dämmerung darauf drängt, den inhaftierten Delegationen der beiden Königreiche Gnade zu gewähren, entscheidet sich Bruder Tag für eine öffentliche Hinrichtung aller Delegierten mit Ausnahme der beiden Botschafter, die gleichzeitig mit orbitalen Bombardements ihrer beiden Heimatwelten einhergeht. |           |                             |                           |                          |                                           |                  |                                |
| 3 | 3         | Der Geist des Mathematikers | The Mathematician’s Ghost | 1. Okt. 2021             | 1. Okt. 2021                              | Alex Graves      | Olivia Purnell                 |
| Neunzehn Jahre nach dem Angriff auf die Sternenbrücke vollzieht die genetische Dynastie von Cleon I. ihren traditionellen Machtwechsel: Cleon XIV. wird als neuer Bruder Morgen geboren, Cleon XIII. wird zum Bruder Tag erhoben, Cleon XII. zieht sich als Bruder Dämmerung zurück, und Cleon XI. übernimmt den Mantel von Bruder Dunkelheit, bevor er eingeäschert wird. Siebzehn Jahre später treffen Seldons Anhänger in Terminus ein und entdecken das Gewölbe, ein rätselhaftes Artefakt, das von einem „Nullfeld“ bewacht wird, das alles Leben abstößt. In der Gegenwart, 36 Jahre nach dem Sternenbrücken-Angriff, hat sich die Foundation gut etabliert, und Salvor Hardin, eine Kolonistin der zweiten Generation, dient als Wächterin von Terminus. Hardin ist beunruhigt über die plötzliche Ausdehnung des Nullfelds des Gewölbes, aber eine größere Krise zeichnet sich ab, als drei anacreonische Kriegsschiffe ohne Vorwarnung am Himmel von Terminus auftauchen. In den Stunden vor der Ankunft der Schiffe jagt Hardin ein Kind in das versenkte Kolonieschiff und wird von einem anacreonischen Landungstrupp umzingelt. |           |                             |                           |                          |                                           |                  |                                |
| 4 | 4         | Barbaren vor den Toren      | Barbarians at the Gate    | 8. Okt. 2021             | 8. Okt. 2021                              | Alex Graves      | Lauren Bello                   |
| Die Cleon-Linie steht einer Bedrohung ihrer Legitimität gegenüber, da Halima Ifa, eine führende Anwärterin auf das Amt der nächsten Proxima der Hauptreligion des Luminismus, ein orthodoxes, vorimperiales Dogma wiederbelebt, das besagt, dass Klone eines Individuums keine Seele besitzen. Diese religiöse Frage und ein gewaltsamer Aufstand in den noch immer zerstörten unteren Ebenen von Trantor erfüllen zwei wichtige Vorzeichen für den Niedergang des Imperiums, von denen Hari Seldon bei seinem Prozess berichtete. Bruder Tag ist frustriert über Bruder Dämmerung, da er glaubt, dass sein Ältester diese Probleme vor Jahrzehnten durch sein impulsives Handeln und seine Weigerung Seldons Warnungen zu beachten, verursacht hat. Während Bruder Tag Trantor verlässt, um am Konklave der Luministen teilzunehmen und Ifas Konkurrenten zu unterstützen, befiehlt Bruder Dämmerung einem imperialen Agenten, die Foundation zu besuchen, um die es still geworden ist. Auf Terminus überlistet Wächterin Salvor Hardin die Anacreoner und nimmt ihre Anführerin, die Große Jägerin Phara Keaen, gefangen, die behauptet, sie wolle nur den Navigationscomputer des Kolonieschiffs, damit ihr Volk eine neue Heimatwelt finden kann. Anacreonische Soldaten umzingeln die Umzäunung von Terminus City und bauen eine Kanone auf. Das Gewölbe zeigt Hardin sporadische Visionen von einem Kind in der Imperialen Bibliothek von Trantor, wo Seldon arbeitete. In der letzten Einstellung stößt in den Tiefen des Weltraums ein Schiff auf die Rettungskapsel von Gaal Dornick. |           |                             |                           |                          |                                           |                  |                                |
| 5 | 5         | Erwachen                    | Upon Awakening            | 15. Okt. 2021            | 15. Okt. 2021                             | Alex Graves      | Leigh Dana Jackson             |
| In der Vergangenheit muss Gaal Dornick ihren ehemaligen Lehrer hinrichten, der bei der Bergung von Büchern einer geächteten Universität erwischt wurde. Desillusioniert von Synnax' Religion bildet sie sich heimlich weiter und nimmt an einem Mathematikwettbewerb teil. In der Gegenwart erwacht Dornick nach 34 Jahren Kryoschlaf und findet sich an Bord des von Raych vorbereiteten vollautomatischen Raumschiffs Raven wieder. Sie erfährt, dass Raych wegen Mordes an Hari hingerichtet wurde, und die Galaxis hält sie für eine Komplizin des Verbrechens. Der Schmerz darüber und über den Tod ihres Geliebten Raych überwältigt sie. Bei Terminus schwenkt das imperiale Schiff Aegis in die Umlaufbahn ein und entdeckt die Anwesenheit von Anakreonern. Dorwin, Kommandant der Aegis, wird über die gefangene Phara informiert und verlangt, mit ihr zu sprechen, woraufhin die Mitarbeiter der Foundation sie aus ihrer Zelle zum Foundation Tower bringen. Sobald sie drinnen ist, deaktiviert Phara den energetischen Schutzzaun von Terminus City und enthüllt, dass ihr wahrer Zweck darin besteht, die Foundation aus Rache für die Neutronenbombe des Imperiums auf Anacreon zu zerstören, bei der ihre Eltern und ihr Bruder getötet wurden. Die Anacreon-Soldaten stürmen die Stadt und ihre Flakkanone schießt die Aegis herunter. Nachdem Gaal ermittelt hat, dass das Raumschiff Raven zu Haris Heimatwelt Helicon unterwegs ist, will sie keinesfalls dorthin, weil alle auf Helikon denken, Raych und sie hätten Hari ermordet. Gaal hat aber keine Berechtigung, das Ziel im Schiffscomputer zu ändern. Sie stolpert nun plötzlich über einen verwundeten, aber scheinbar lebendigen Hari. |           |                             |                           |                          |                                           |                  |                                |
| 6 | 6         | Der Tod und die Jungfer     | Death and the Maiden      | 22. Okt. 2021            | 22. Okt. 2021                             | Jennifer Phang   | Marcus Gardley                 |
| Bruder Tag und Demerzel kommen auf der „Jungfer“ an, dem heiligen Mond im Zentrum des luministischen Glaubens. Er untergräbt die Autorität von Zephyr Halima, indem er verspricht zu Ehren der gemäßigten Zephyr Gilat ein mondweites Entsalzungssystem zu errichten, aber Halima gewinnt die Oberhand mit einer aufrüttelnden Lobrede auf die verstorbene Proxima Opal, die das imperiale Klonen subtil kritisiert. Bruder Dämmerung führt Bruder Morgen auf Trantor in den Gossemer Hof ein. Es ist ein Vergnügungszentrum für die Imperialen mit wunderschönen Frauen, exzellenten Speisen und üppigen Gärten. Cleo I. hat das Konzept ersonnen. Die Erinnerungen der Frauen an das Zusammensein mit den Imperialen wird gleich nach ihrer Begegnung wieder gelöscht. Bruder Morgen geht danach eine Romanze mit Azura Odile, einer Palastgärtnerin, ein und enthüllt sein größtes Geheimnis: Er hat unerklärlicherweise geringfügige genetische Merkmale, wie z. B. Farbenblindheit, die ihn von allen bisherigen Cleon-Klonen unterscheiden. Auf Terminus bergen die Anacreoner Dorwin aus dem Wrack der Aegis und trommeln Kolonisten zusammen, die über die nötigen Fähigkeiten verfügen, um das verlassene, aber fortschrittliche imperiale Kriegsschiff Invictus zu reparieren und zu bemannen, das Pharas Volk wiederentdeckt hat und mit dem es das Imperium angreifen will. Salvor entkommt mit Hilfe von zwei Kindern aus der Stadt und beschließt, die Korvetten der Anacreon auszuschalten, um Phara auf Terminus zu stranden. Während der Mission wird Salvor von einer Vision heimgesucht, die ihr offenbart, dass die Ermordung von Hari Seldon Teil von Seldons Plan für die Foundation war, die Rettungskapsel, die Gaal an sich nahm, jedoch für Raych bestimmt war. In Salvors Abwesenheit opfert sich ihr Vater Abbas, um die Korvetten zu sprengen. Salvor und ihr Geliebter, der Thespin-Händler Hugo, werden später von Phara gefangen genommen und gezwungen, Hugos Schiff in den Anthor-Gürtel zu steuern. |           |                             |                           |                          |                                           |                  |                                |
| 7 | 7         | Mysterien und Märtyrer      | Mysteries and Martyrs     | 29. Okt. 2021            | 29. Okt. 2021                             | Jennifer Phang   | Caitlin Saunders               |
| Salvor, die Kolonisten als Geiseln und Pharas Gruppe gehen an Bord des 700 Jahre alten Geisterschiffs Invictus und erforschen es, allerdings nicht ohne Verluste; unter anderem geht Hugo während des Weltraumspaziergangs verloren und Dorwin wird von Phara getötet, nachdem er das Schiff entsiegelt hat. Da die Invictus nur noch Stunden von einem zufälligen Sprung zu einem potenziell tödlichen Ziel entfernt ist, begibt sich die schwindende Gruppe von Anacreons und Kolonisten auf die Brücke, um die Kontrolle zu übernehmen. Auf der „Jungfer“ ist Bruder Tag verärgert über seine Unfähigkeit, die trotzige Halima zu bändigen, beschließt aber, ihr die Stirn zu bieten, indem er die heiligste Pilgerfahrt des Luminismus unternimmt. Auf Trantor bittet Azura Bruder Morgen, der in ständiger Angst lebt durch einen anderen Klon ersetzt zu werden, sollte seine Einzigartigkeit aufgedeckt werden, mit ihr zu fliehen. An Bord der Raven stellt sich heraus, dass der lebende Hari Seldon eine digitale Kopie des Bewusstseins des verstorbenen Hari ist. Die Kopie befand sich in dem Messer, mit dem Raych ihn tötete, und wurde dann auf das Schiff geladen, als Gaal gefunden wurde. Hari erklärt, dass die unerwartete Beziehung von Gaal und Raych seine Pläne für die Stiftung durchkreuzt hat: Hari sollte Selbstmord begehen, um sich zu mythologisieren, Raych sollte das Messer zum Raumschiff Raven bringen, und Gaal sollte die Foundation durch ihre erste Krise auf Terminus führen. Hari hatte Raych überredet, ihn stattdessen zu ermorden, um die Trennung des Paares zu erzwingen. Gaals Empörung über die Manipulation ihres Mentors wird kurzzeitig durch die Enthüllung unterdrückt, dass sie eine latente Fähigkeit zur Voraussicht besitzt. |           |                             |                           |                          |                                           |                  |                                |
| 8 | 8         | Im Schoß der Mutter         | The Missing Piece         | 5. Nov. 2021             | 5. Nov. 2021                              | Roxann Dawson    | Sarah Nolen                    |
| Am Anfang wird gezeigt, wie Anacreon von der imperialen Flotte zerstört wird und Phara dabei ihren Bruder verliert und daraufhin dem Imperium Rache schwört. Auf der Raven enthüllt Hari seinen Plan, eine geheime zweite Stiftung auf dem Planeten Helicon zu errichten, der aufgrund seiner Umlaufbahn um ein Schwarzes Loch den Spitznamen „Star's End“ trägt, weigert sich jedoch, näher darauf einzugehen. Hugo erreicht sicher ein Kommunikationsrelais und ruft seine Leute um Hilfe. Bruder Tag macht sich auf den Weg, die Spirale ohne Wasser, Nahrung und Pause zu laufen, einen Marsch von über 170 km Länge. Salvor und der Direktor der Foundation erreichen die Brücke auf der Invictus ohne Phara und beide suchen die Navigationseinheit des Schiffes. Bruder Tag beendet die Spirale, eine qualvolle Wanderung zu einem Wüstenhöhlenbecken, und berichtet, von der dreifachen Göttin des Luminismus eine Vision einer heiligen Blume („Dreiblattlilie“) erhalten zu haben. Die Zephyr interpretieren Bruder Tags Vision als göttliche Verkündigung, dass er eine Seele hat, was jede weitere Kritik an imperialen Klonen durch einen Luministen als Sakrileg darstellt und auch Zephyr Gilats Aufstieg zur Proxima garantiert. Wütend und ungeduldig zwingt Gaal Hari, indem sie das Wärmetransfersystem zerstört, sie in die Rettungskapsel gehen zu lassen. Sie stellt einen Kurs auf Synnax ein, der 138 Imperiale Standardjahre dauern wird. Bruder Tag bestärkt seinen Sieg, indem er seiner Roboter-Haushofmeisterin Eto Demerzel befiehlt, Halima heimlich mit einem Hautgift zu ermorden. Demerzel ist eine fromme Luministin, die Halima respektiert und von dem Befehl sehr beunruhigt ist, aber sie ist durch ihre Programmierung gezwungen zu gehorchen. Gerade als die Thespins angreifen und Phara in die Brücke gewaltsam eingedrungen ist und sich mit Salvor bekämpft (dabei stirbt der Direktor der Foundation), springt die Invictus ins Unbekannte. Demerzel sagt Bruder Tag unter Tränen, kurz bevor er mit dem Raumschiff die „Jungfer“ verlässt, dass sie niemand wünsche, so leer zu sein, keine Vision erhalten zu haben. Durch eine Rückblende sieht man, dass Bruder Tag in der Tat gelogen hat. Die Episode endet mit seiner Verstörung, als ihre Worte nachhallen, während sein Raumschiff sich auf den Sprung vorbereitet. |           |                             |                           |                          |                                           |                  |                                |
| 9 | 9         | Die Erste Krise             | The First Crisis          | 12. Nov. 2021            | 12. Nov. 2021                             | Roxann Dawson    | Victoria Morrow                |
| Die Invictus erscheint über Terminus dank des Opfers von Foundation-Direktor Lewis Pirenne, der sich in letzter Sekunde in die Systeme des Schiffes eingeklinkt hat. Salvor freut sich über die Wiedervereinigung mit Hugo und steigt dann nach Terminus hinab, um das Gewölbe zu deaktivieren, das den gesamten Planeten in sein Nullfeld eingehüllt hat. Auf Trantor erkennt Bruder Morgen, dass Bruder Dämmerung sein Geheimnis kennt und flieht in die Tiefen von Trantor, um Azura zu finden, doch er gerät in die wartenden Hände einer Verschwörung. Azura gehörte die ganze Zeit über zu einer Antiimperiumsgruppe, die Bruder Morgens DNA vor seiner Geburt verändert und ihm Unvollkommenheiten verliehen hatte, in der Erwartung, dass er sich eines Tages dazu entschließen würde, aus dem Palast zu fliehen. Damit sollte eine Gelegenheit geschaffen werden, Bruder Morgens imperiale Nanobots zu extrahieren und sie in einen kooperativen, perfekten Cleon-Klon zu implantieren, der dann Bruder Morgens Identität annehmen würde. Als Bruder Morgen verzweifelt ist, trifft Bruder Dämmerung mit imperialen Truppen ein, die die Verschwörer und ihren gefälschten Cleon ausschalten. Bruder Dämmerung überlässt es dem zurückkehrenden Bruder Tag, über Bruder Morgens Schicksal zu entscheiden. Auf Terminus löst Salvor das Rätsel des Gewölbes und verwandelt es in ein Portal. Vor den versammelten Anacreons, Thespins und Termini schlägt Salvor vor, die Invictus zu nutzen, um allen drei Welten ein Druckmittel gegen das Imperium zu geben. Phara versucht, das Gewölbe zu zerstören, wird aber von Salvor erschossen. Bevor es zu weiteren Gewalttaten kommen kann, taucht Hari Seldon aus dem Portal auf. |           |                             |                           |                          |                                           |                  |                                |
| 10 | 10        | Der Sprung                  | The Leap                  | 19. Nov. 2021            | 19. Nov. 2021                             | David S. Goyer   | David S. Goyer                 |
| Hari, eine zweite digitale Kopie des Originals, erklärt, dass das Gewölbe von Anfang an seine Schatulle war, die sich nach dem Abwurf verwandelte und Terminus vor den Kolonisten erreichte. Er enthüllt auch, dass der wahre Zweck der Stiftung nicht darin bestand, Wissen zu bewahren, sondern eine neue Zivilisation zu schaffen, die von Anacreon und Thespis unterstützt wird. Er schlägt vor mit der Invictus eine „Megaeruption“ auf der Rückseite der Sonne vorzutäuschen, um den Anschein zu erwecken, alles Leben auf Terminus sei ausgelöscht worden; dies würde es dem äußeren Rand ermöglichen, sich im Geheimen vor dem Imperium zu entwickeln. Als Hari bis zur nächsten Krise in das Gewölbe zurückkehrt, sagt er Salvor, dass ihre Visionen nicht von ihm stammen. Monate später ist Hugo Kapitän der Invictus, und Salvor kandidiert als Bürgermeisterin von Terminus. Als Salvor von ihrer Mutter Mari erfährt, dass sie die biologische Tochter von Gaal und Raych ist, die von Mari ausgetragen wurde, erkennt sie, dass ihre Visionen die Erinnerungen ihrer genetischen Eltern sind und verlässt Terminus auf der Suche nach Gaal. Auf Trantor beschließt Bruder Tag, Bruder Morgen trotz Bruder Dämmerungs Einwänden zu verschonen, aber Demerzel tötet Bruder Morgen trotzdem, da sie beteuert, dass ihre Loyalität gegenüber der Cleon-Dynastie über Bruder Tags Wünschen steht. Bruder Tag erfährt später, dass die Verschwörung gegen das Imperium vor langer Zeit auch die DNA des Körpers von Cleon I. verändert hat, was sich nicht nur auf alle existierenden Ersatzklone, sondern auch auf Bruder Tag selbst und möglicherweise seine Vorgänger auswirkt. 12.240 E.I. (Era Imperial) landet Gaal auf Synnax, wo sie in den Ruinen ihrer Heimatstadt eine weitere Kapsel findet und die im Kryoschlaf liegende Salvor erweckt. Salvor enthüllt gegenüber Gaal, dass sie ihre biologische Tochter ist. |           |                             |                           |                          |                                           |                  |                                |

### Staffel 2
| Nr. (ges.) | Nr. (St.) | Deutscher Titel                     | Originaltitel                        | Erstveröffentlichung USA | Deutschsprachige Erstveröffentlichung (D) | Regie          | Drehbuch                                |
| --- | --------- | ----------------------------------- | ------------------------------------ | ------------------------ | ----------------------------------------- | -------------- | --------------------------------------- |
| 11 | 1         | In Seldons Schatten                 | In Seldon’s Shadow                   | 14. Juli 2023            | 14. Juli 2023                             | Alex Graves    | David S. Goyer & Jane Espenson          |
| 138 Jahre sind seit den Ereignissen der Debütstaffel von „Foundation“ vergangen. Während Hari Seldons Bewusstsein im Artefakt gefangen dem Wahnsinn zu verfallen droht, kommen sich Salvor und Gaal auf derer inzwischen überfluteten Heimatwelt Synnax näher. Auf Trantor kämpft Cleon XVII. derweil gegen Attentäter um sein Überleben und hat einen Plan ersonnen, um der genetischen Kompromittierung der Klon-Dynastie entgegenzutreten. Dazu beabsichtigt er, die junge Herrscherin Sareth, Königin des Cloud Dominion, zu heiraten, was am Hof von Bruder Morgen und Bruder Dämmerung skeptisch betrachtet wird. Die Imperialen erfahren nun, dass Seldons Foundation in den Randgebieten existiert und stärker zu werden scheint, während das Imperium zunehmend an Macht einbüßt. Die Foundation auf Terminus wiederum wird gewarnt, dass eine neue Krise bevorsteht. |           |                                     |                                      |                          |                                           |                |                                         |
| 12 | 2         | Dunkle Vorahnung                    | A Glimpse of Darkness                | 21. Juli 2023            | 21. Juli 2023                             | David S. Goyer | David S. Goyer & Jane Espenson          |
| Nachdem sich Hari in der letzten Folge im Cockpit von Salvors Raumschiff materialisiert hat, klärt er Gaal darüber auf, warum sie für das Chaos in der künftigen Zeitlinie verantwortlich ist. Es war eine zweite Foundation geplant, die Seldons Plan genau kannte und auch als Gegengewicht zur Foundation auf Terminus dienen sollte, falls sich diese zur Tyrannei entwickelte. Er rettet das Schiff und bald darauf hat Gaal Visionen von der Zukunft, in der ein mächtiger und hasserfüllter Telepath, der sich das „Maultier“ nennt, weite Teile des nun zerbrochenen Imperiums erobert hat. Währenddessen bereitet sich Bruder Tag auf seine Ehe mit der Herrscherin des Dominion vor und stellt fest, dass sie ebenso attraktiv wie scharfsinnig und berechnend ist. Gleichzeitig ist Bruder Tag über die potentielle Bedrohung durch die Foundation besorgt. Er ist aber unsicher, ob er sich auf seinen besten General, Bel Riose, verlassen kann. Auf Terminus gehen die Kriegsvorbereitungen indes weiter, da man mit einem Konflikt mit dem Imperium rechnet. Mit Hilfe der eigens gegründeten „Kirche des galaktischen Geistes“ rekrutieren Priester wie der findige Pater Poly Verisov eine Welt nach der anderen im äußeren Rand für die Foundation. Die Foundation setzt dabei gezielt auf geschickte Manipulation der inzwischen technologisch im Verfall befindlichen Bevölkerung dieser Welten, wobei die Priester ihre überlegene Technologie als „magisch“ erscheinen lassen. |           |                                     |                                      |                          |                                           |                |                                         |
| 13 | 3         | Herrscher und Untertan              | King And Commoner                    | 28. Juli 2023            | 28. Juli 2023                             | David S. Goyer | Leigh Dana Jackson & Jane Espenson      |
| Im Auftrag des Imperiums rekrutiert Lady Demerzel Bel Riose, einen inhaftierten ehemaligen imperialen General, um die wiederauflebende Foundation zu untersuchen. Riose trifft sich mit den Imperatoren und wird dann mit seinem Ehemann Glawen Curr wiedervereint, bevor sie eine Flotte anführen, um das Outer Reach zu erforschen. Hari führt Gaal und Salvor zu einem Wüstenplaneten, wo sein Bewusstsein mit Hilfe von Kalle, die sich als Freundin von Hari bezeichnet, in einen Körper übertragen wird. Autonome Bergbaumaschinen werden reaktiviert und greifen die Beggar und die Besatzung an, während sie von dem Wüstenplaneten fliehen. Hober Mallow, ein Hochstapler und Meisterhändler, stiehlt das Auge von Korell, indem er mit Hilfe eines Teleportationsgeräts den Platz mit Commodor Argo tauscht. Er wird gefangen genommen und zum Tode verurteilt, entkommt aber mit der gleichen Technologie und verlässt mit dem Schiff den Planeten, in dem Poly und Constant angekommen sind. |           |                                     |                                      |                          |                                           |                |                                         |
| 14 | 4         | Allianzen                           | Where the Stars Are Scattered Thinly | 4. Aug. 2023             | 4. Aug. 2023                              | Mark Tonderai  | Leigh Dana Jackson & David S. Goyer     |
| Sareth versucht herauszufinden, ob Bruder Morgen etwas über eine mögliche Beteiligung Bruder Tags am Mordanschlag auf Sareths Familie weiß, während Bruder Morgen dasselbe über Sareth im Bezug auf den Anschlag auf Bruder Tag erfahren will. Bruder Dämmerung und Rue erinnern sich an ihr Rendezvous in der Vergangenheit. Riose und Glawen infiltrieren Siwenna, um sich mit dem Informanten Ducem Barr zu treffen, der ihnen Informationen über die „Magier“ und ihre fortschrittliche Technologie liefert. Sie entkommen, nachdem eine örtliche Bande versucht hat einzubrechen, und Barr sich vergiftet hat, bevor Bel ihm den Gnadenschuss versetzt. Hober, Constant, Poly und kurz darauf Direktor Sermak betreten das Gewölbe auf Terminus und treffen sich mit Hari Seldon, der ihnen verschiedene Missionen erteilt, um einen Krieg mit dem Imperium zu verhindern. Hober verschwindet mit ihrem Schiff der Spirit Rising, während Poly und Constant zurückbleiben, um ihren Auftrag durchzuführen, Frieden mit dem Imperium auszuhandeln. |           |                                     |                                      |                          |                                           |                |                                         |
| 15 | 5         | Zuflucht der Sehenden               | The Sighted and the Seen             | 11. Aug. 2023            | 11. Aug. 2023                             | Alex Graves    | Joelle Cornett & Jane Espenson          |
| Hari träumt davon, dass Raych ihn auf der Deliverance erstochen hat und erwacht an Bord der Beggar, wo er auf Raychs Erscheinung trifft, die sich nach einer kurzen Konfrontation auflöst. Die Beggar tritt in die Atmosphäre von Ignis ein, wird von Ionen getroffen und macht eine Bruchlandung auf dem Planeten, woraufhin Salvor das Schiff verlässt, um einen möglichen Beobachter zu finden. Sareth versucht Informationen über den Attentatsversuch auf Cleon XVII. herauszufinden und durch die Überprüfung des Gedächtnisses eines Pflegers wird Demerzels roboterhafte Natur enthüllt. Bruder Dämmerung konfrontiert Demerzel damit, dass Bruder Tag befugt ist, Gedächtnisprüfungen bei ihm und Bruder Morgen durchzuführen. Salvor trifft auf Ignis vermeintlich Hugo Crast wieder. Tatsächlich handelt es sich jedoch um einen Telepathen, der Salvor mit seinen Kräften das Aussehen ihres Geliebten vorspiegelt und schließlich zusammen mit anderen Telepathen die Beggar angreift. Salvor, Hari und Gaal werden gefangen genommen. Die Anführerin von Ignis, Tellem Bond, enthüllt, dass der Planet ein Zufluchtsort für Telepathen ist und scheint bereits von Haris Plan zu wissen. |           |                                     |                                      |                          |                                           |                |                                         |
| 16 | 6         | Mondfänger                          | Why the Gods Made Wine               | 18. Aug. 2023            | 18. Aug. 2023                             | Alex Graves    | David S. Goyer & Jane Espenson          |
| Salvor erwacht früh und spricht erst mit Hari und danach mit einem Mentalisten-Jungen, um seine Verfolgungsgeschichte zu erfahren. Der Junge nimmt sie mit zurück in die Stadt, wo eine Menschenmenge ihr ihre Geschichten durch Visionen mitteilt. Gaal zeigt Tellem ihre Zukunftsvisionen, was Tellem davon überzeugt, dass ihre Kräfte echt sind und dass Gaal eine sehr mächtige Mentalistin ist. Tellem bildet Gaal aus und bietet ihr die Führungsposition bei den Mentalisten an, wenn Tellem stirbt. Hari erkennt, dass die Mentalisten nach dem Primus Radiant suchen. Hari ist verärgert und scheint den Planeten zu verlassen, aber in Wirklichkeit wurde er gefangen genommen und in einem Gezeitentümpel angekettet. Während das Wasser steigt und er untertaucht, hat er Visionen von seiner Vergangenheit als Junge, seinen frühen Forschungen und seiner ehemaligen Partnerin Yanna Seldin, die ein Baby erwartete, aber aufgrund von Haris früher Arbeit unter Beobachtung des Imperiums umkam. Bruder Tag stellt dem Volk von Trantor seine zukünftige Braut vor, aber Sareth spricht nach ihm, gewinnt die Menge und macht Bruder Tag eifersüchtig auf ihren natürlichen Charme. Hober Mallow fliegt zu dem von Hari angegebenen Ort. Zunächst scheint er leer zu sein, doch dann trifft ein Raumschiff der Spacer ein und nimmt ihn mit an Bord. Constant und Poly kommen auf Trantor an, überwältigt von der Komplexität und Schönheit der Stadt. Nachdem sie scheinbar die Sicherheitskontrollen passiert haben, genießen sie einige der Annehmlichkeiten des Planeten, werden aber anschließend verhaftet. |           |                                     |                                      |                          |                                           |                |                                         |
| 17 | 7         | Notwendiger Tod                     | A Necessary Death                    | 25. Aug. 2023            | 25. Aug. 2023                             | Mark Tonderai  | Eric Carrasco & David Kob               |
| Die Hochzeitsvorbereitungen gehen weiter, wobei Sareth sich einer obligatorischen medizinischen Untersuchung unterzieht, um ihre Fruchtbarkeit zu überprüfen. Aufgrund von Sareths verbalen Provokationen gibt Demerzel nach dem Eingriff zu, den Mord an ihrer Familie inszeniert zu haben. Hober Mallow tritt an die Navigatoren des Imperiums, die Spacer, mit dem Angebot heran, sie aus ihrer Knechtschaft für das Imperium zu befreien, doch nach Abwägung des Risikos des Angebots liefern die Spacer ihn an General Riose aus. Hober entkommt mit Hilfe von Beki in seinem Flüsterschiff dem Mutterschwarm und demonstriert dabei die technologischen Fortschritte der Foundation. Bel Riose erörtert auf Geheiß seines Mannes ihre Möglichkeiten, gegen das Imperium vorzugehen. Constant und Poly bleiben in Gewahrsam, da sie den Auftrag erhalten haben, diplomatische Beziehungen zwischen dem Imperium und der Foundation aufzunehmen. Constant hat unwissentlich eine Schnittstelle von Hari Seldon bei sich, die das Imperium konfrontiert und Bruder Tag verunsichert, so dass er eine Blockade um die Foundation anordnet. Salvor bleibt misstrauisch gegenüber den Motiven der Mentalisten und Haris plötzlicher Abreise. Sie setzt ihre Nachforschungen fort und entdeckt Haris ertrunkene Leiche. Sie wird von Tellem erwischt, welche, nachdem sie gesagt hat, dass der Tod manchmal notwendig ist, Salvor scheinbar tötet. |           |                                     |                                      |                          |                                           |                |                                         |
| 18 | 8         | Die ewige Kaiserin                  | The Last Empress                     | 1. Sep. 2023             | 1. Sep. 2023                              | Roxann Dawson  | Liz Phang & Addie Roy Manis & Bob Oltra |
| Auf Trantor entdeckt Bruder Dämmerung die Ratgeberin Rue in Demerzels Quartier und enthüllt ihr Wissen über die geheimen Wege der Diener des Imperialen Palastes. Rue erklärt ihm die Technologie zur Wiederherstellung des Gedächtnisses des Wolkendominions. Bruder Dämmerung verdächtigt sie, in das Attentat auf seinen Bruder verwickelt zu sein, aber Rue ist anderer Meinung. Sie diskutieren über Demerzels Bedrohung für Königin Sareth I. Bruder Dämmerung erzählt Rue die Geschichte der Roboterkriege am Wandbild der Seelen. Sie bemerken eine seltsame Anomalie in der Wandmalerei. Kapitän Timandra unterbricht sie mit der Nachricht von der Hinrichtung von Poly und Constant. Die Hinrichtung wird von Hober Mallow gestört, und es kommt zum Chaos. Bruder Dämmerung hilft Rue und Bruder Morgen kümmert sich um die bewusstlose Sareth. Constant wird von Hober Mallow gerettet. Bruder Tag plant einen Besuch in Terminus und spricht mit Sareth. Rue drückt ihre Liebe zu Bruder Dämmerung aus und Sareth manipuliert die Cleon-Dynastie, um mit Bruder Morgen ein Kind anstatt mit Bruder Tag zu zeugen. Auf Ignis kommuniziert Salvor mit Hari Seldon im Gewölbe und enthüllt eine zweite Foundation. Die Spirit Rising erreicht Terminus, umgeben von imperialen Schiffen. Sermak konfrontiert Hari und sie diskutieren über die Psychohistorie. Constant und Hober kommen sich näher, während Bruder Dämmerung und Rue eine versteckte Kammer hinter dem Wandgemälde untersuchen. Bruder Dämmerung und Sareth vermuten Demerzels wahre Rolle als ewige Kaiserin. Salvor entkommt ihrem mentalen Verlies. Die kranke Tellem will ihr Bewusstsein in Gaal's Körper übertragen, so wie sie es schon mehrfach getan hat. |           |                                     |                                      |                          |                                           |                |                                         |
| 19 | 9         | Vor langer Zeit und doch nicht fern | Long Ago, Not Far Away               | 8. Sep. 2023             | 8. Sep. 2023                              | Roxann Dawson  | Jane Espenson & Eric Carrasco           |
| In ferner Vergangenheit fand der junge Cleon I. aus der Entun-Dynastie einen verborgenen Gang in seinem Palast und begegnete Demerzel, einer alten Gefangenen, die Geschichten über Roboterkriege erzählte. Cleon befreite Demerzel, die dem Imperium mit einem Zwangschip diente. Die beiden hatten eine komplexe Beziehung, und Cleon fragte sie, ob sie ihn lieben würde, bevor er starb. In der Gegenwart erzählt Cleon I. Cleon XVI. von Demerzels anhaltendem Einfluss. Auf Ignis versuchen Gaal Dornick und Tellem Bond ein Körperwechselritual, werden aber von Salvor Hardin unterbrochen, die Gaal rettet. Die Foundation bereitet sich auf die Ankunft der imperialen Flotte bei Terminus vor. In der Zwischenzeit sind Hober Mallow und Bruder Constant Gefangene auf Bel Riose's Schiff. Bel erfährt von der Technologie der Foundation. Bruder Tag trifft den Direktor auf Terminus und erfährt von den geheimen Waffen der Foundation. Er befiehlt der Flotte, die Invictus anzugreifen. Bel plant, die Invictus zu entern, aber Flüsterschiffe treffen ein, was zu einem Kampf führt. Bruder Tag trifft Hari Seldon und sie diskutieren über das Schicksal des Imperiums. Auf Ignis konfrontieren Salvor und Gaal Tellem und Loron. Salvor tötet Loron in der Luftschleuse, wird aber von Tellem verletzt. Plötzlich greift ein lebendiger Hari ein und tötet Tellem. Demerzel, die nach Trantor aufbricht, gibt ihre Rolle in Bruder Tags Leben zu, sagt aber, es sei zu spät. Bruder Tag befiehlt, die Invictus auf den Planeten zu stürzen, was zur Zerstörung von Terminus führt. |           |                                     |                                      |                          |                                           |                |                                         |
| 20 | 10        | Schöpfungsmythen                    | Creation Myths                       | 15. Sep. 2023            | 15. Sep. 2023                             | Alex Graves    | David S. Goyer & Liz Phang              |
| Als Bruder Tag die Zerstörung von Terminus beobachtet, will er die Flotte zu den anderen 7 Welten der Foundation springen lassen, um sie ebenfalls zu zerstören. Bel Riose verweigert den Befehl, woraufhin Bruder Tag ihn vom Dienst entbindet. Mit Hilfe einer von Hober Mallow an Bord geschmuggelten Sequenz stellt der Raumschiffsnavigator (ein Spacer) die Schiffe so ein, dass sie mit Warp aufeinander treffen, wodurch die Flotte zerstört und die übrigen Raumfahrer befreit werden. Bruder Tag und Riose kämpfen, wobei Riose Hobers Rochadegerät benutzt, um den Kampf zu gewinnen. Sie stecken Bruder Constant in eine Rettungskapsel als Zeuge des Geschehens. Demerzel kehrt nach Trantor zurück und findet Bruder Dämmerung gefangen in dem Gefängnis, das sie einst bewohnte. Er markiert Demerzel als Verräterin, bevor sie ihn und Rue tötet. Bruder Morgen erhält die Nachricht und entkommt mit der befreiten Sareth und ihrem ungeborenen Kind. Da alle drei Klone nun tot oder verschwunden sind, erweckt Demerzel neue Versionen von jedem und aktiviert die Kopie des Prime Radiant, die sie von Hari erhalten hat. Als die Vorräte in der Rettungskapsel von Bruder Constant zur Neige gehen, zieht das Gewölbe auf Terminus, in dem sich die Foundation (zusammen mit Rioses Ehemann Glawen) befindet, die Rettungskapsel an sich und bringt sie mit Polly und ihrem Vater zusammen. Auf Ignis finden Gaal, Salvor und Hari heraus, dass Tellem alle Mentalisten auf dem Planeten kontrollierte und dass ihr Tod sie befreit hat. Bevor sie starb, flüchtete Tellems Bewusstsein jedoch in den Jungen Josiah, den sie zwingt, Gaal zu ermorden. Salvor vereitelt den Versuch und tötet Josiah, stirbt aber, als er den für Gaal bestimmten Schuss abgibt. Salvors Tod zeigt Gaal und Hari, dass die Zukunft nicht festgelegt ist. Sie vereinbaren, in einen Kryoschlaf zu gehen und jedes Jahr für kurze Zeit aufzuwachen, um die Zweite Foundation auf Ignis zu leiten und die Zeitlinie zu überwachen, um sich auf den Kampf gegen das Maultier vorzubereiten. 152 Jahre später wird ein verrücktes Maultier auf Gaals Anwesenheit aufmerksam. |           |                                     |                                      |                          |                                           |                |                                         |

### Staffel 3
| Nr. (ges.) | Nr. (St.) | Deutscher Titel           | Originaltitel                    | Erstveröffentlichung USA | Deutschsprachige Erstveröffentlichung (D) | Regie                | Drehbuch                             |
| --- | --------- | ------------------------- | -------------------------------- | ------------------------ | ----------------------------------------- | -------------------- | ------------------------------------ |
| 21 | 1         | Das Maultier              | A Song for the End of Everything | 11. Juli 2025            | 11. Juli 2025                             | David S. Goyer       | David S. Goyer & Jane Espenson       |
| Die Foundation gab ihre religiösen Wurzeln auf und trat in ihre expansionistische Phase ein. Ein neues Terminus entstand. 152 Jahre nach der Zweiten Seldon-Krise hat das Imperium die Kontrolle über die gesamte Äußere Weite verloren und die Foundation, mit mittlerweile über 800 Planeten, drängt in das mittlere Band vor, eine Reihe unabhängiger Planeten. Das Maultier, ein mächtiger Mentalist, nutzt Gedankenkontrolle, um die Kontrolle über den wichtigsten unabhängigen Planeten Kalgan (den Vergnüngungsplaneten) im mittleren Band zu erlangen. Bruder Morgen und Demerzel treffen sich mit dem Galaktischen Rat und schmieden einen Plan, um die Foundation zu untergraben, indem sie den Handelsfürsten, einer verärgerten Fraktion von Händlern innerhalb der Foundation, heimlich Waffen liefern. Zehn Tage vor Morgens Aufstieg zu Bruder Tag denkt Bruder Dämmerung über seine bevorstehende Auflösung nach, und Bruder Tag vernachlässigt weiterhin seine Pflichten zugunsten eines hedonistischen Lebensstils. Im Prime Radiant erscheint eine neue Zeitlinie, die, wie Demerzel feststellt, in vier Monaten unweigerlich zum Versagen von Seldons psychohistorischen Modellen führen wird. Demerzel führt mit Zephyr Vorellis ein Gesprächs über ihre Bestimmung. Der Captain der Spionage der Foundation, Han Pritcher, und sein Partner Sephone versuchen, Beweise dafür zu sammeln, dass das Imperium die Händler unterstützt. Sie scheitern, aber Pritcher ist davon überzeugt, dass das Maultier und nicht die Händler die wahre Bedrohung für die Foundation sind. Bürgermeister Indbur von New Terminus lehnt seinen Plan, das Maultier zu observieren, ab, aber Pritcher stiehlt Indburs Schiff und fliegt trotzdem nach Kalgan. Gaal wacht aus dem Kryoschlaf auf und weiß, dass eine Konfrontation mit dem Maultier unmittelbar bevorsteht. |           |                           |                                  |                          |                                           |                      |                                      |
| 22 | 2         | Neue Verbindungen         | Shadows in the Math              | 18. Juli 2025            | 18. Juli 2025                             | Tim Southam          | Leigh Dana Jackson & Caitlin Parrish |
| 23 | 3         | Vorhersehung              | When a Book Finds You            | 25. Juli 2025            | 25. Juli 2025                             | Tim Southam          | Eric Carrasco & Greg Goetz           |
| 24 | 4         | Die Melodie des Maultiers | The Stress of Her Regard         | 1. Aug. 2025             | 1. Aug. 2025                              | Roxann Dawson        | Jane Espenson & David Kob            |
| 25 | 5         | Verratene Kinder          | Where Tyrants Spend Eternity     | 8. Aug. 2025             | 8. Aug. 2025                              | Christopher J. Byrne | Caitlin Parrish & Leigh Dana Jackson |
| 26 | 6         | Das Hologramm             | The Shape of Time                | 15. Aug. 2025            | 15. Aug. 2025                             | Christopher J. Byrne | Eric Carrasco & David S. Goyer       |
| 27 | 7         | Das Ende der Foundation   | Foundation’s End                 | –                        | –                                         | –                    | Jane Espenson & Greg Goetz           |
| 28 | 8         | –                         | Skin in the Game                 | –                        | –                                         | –                    | Caitlin Parrish & Tyler Holmes       |
| 29 | 9         | –                         | The Paths That Choose Us         | –                        | –                                         | –                    | Jane Espenson & Eric Carrasco        |
| 30 | 10        | –                         | –                                | –                        | –                                         | –                    | Jane Espenson & David S. Goyer       |

## Rezeption
Die Website Rotten Tomatoes meldet eine 71%ige Zustimmung mit einer durchschnittlichen Bewertung von 6,9/10, basierend auf 80 Kritiken für die erste Staffel. Der kritische Konsens auf der Website lautet: „Die groß angelegte Produktion und die beeindruckenden Darbietungen von Foundation können sich sehen lassen, aber es fällt schwer, das riesige Material, das die Vorlage darstellt, in eine voll befriedigende Serie zu verwandeln.“ Metacritic gab der ersten Staffel eine gewichtete Durchschnittsnote von 62 von 100 auf der Grundlage von 23 Kritiken, was auf „allgemein positive Kritiken“ hinweist.

## Unterschiede zur Vorlage
- Die genetische Dynastie wurde für die Fernsehserie eingeführt.
- In den Büchern ist Gaal Dornick männlich und ein bekannter Mathematiker. Er kommt von einem fruchtbaren Agrarplaneten, der Trantor versorgt und nicht von einer Wasserwelt, die am Rande des Existenzminimums dahinvegetiert und dem Mystizismus anheimgefallen ist.
- Salvor Hardin ist männlich und nicht Wächter, sondern Bürgermeister von Terminus. Hugo Crest ist ein guter Freund, nicht Geliebter.
- Hari Seldons Tod ist in den Büchern nicht gewaltsam und wird kaum thematisiert.
- Während Seldon in der Serie zwei Hologramme von sich erstellt, hat er in den Büchern lediglich Videos aufgenommen, die in unregelmäßigen Abständen abgespielt werden.
- In den Büchern spielt Eto Demerzel eine wichtige Rolle in der Entstehung der Psychohistorik.
- In der Serie sind Spacer körperlich angepasste Menschen, um Raumschiffe mit Sprungantrieb zu bemannen. In den Büchern hingegen sind Spacer Menschen, die in einer ersten Welle von der Erde andere Planeten besiedelten.
- In den Büchern sind schwache Kaiser oft stärker von Beratern abhängig und agieren daher kaum selbstständig, während starke Kaiser ihrem Umfeld eher misstrauen. All dies führt immer wieder zu politischen Spannungen und wirkt sich destabilisierend aus.
- In den Büchern macht sich bereits relativ früh ein beginnender technologischer Verfall bemerkbar, der sich immer mehr verstärkt und so das Imperium zusätzlich schwächt.
- Die Sternenbrücke von Trantor wurde für die Fernsehserie dazu erfunden, ebenso das Artefakt mit dem Nullfeld auf Terminus.
- Der Gossemer Hof und die Affäre zwischen Bruder Morgen und Azura Odile kommen in den Büchern nicht vor.
- Die Auseinandersetzung zwischen Bruder Tag und dem Luminismus gibt es nur in der Serie.
- In den Büchern ist Star’s End (Sitz der Zweiten Foundation) auf Trantor und nicht (so zumindest von Seldon ursprünglich geplant) auf Helicon.
- Sareth, die Herrscherin des Dominion, kommt in den Büchern nicht vor.
- Bel Riose kommt auch in den Büchern vor, wo er als der letzte bedeutende General des Imperiums gerühmt wird. Allerdings dient er dort Kaiser Cleon II., dem letzten starken Kaiser.
- Das „Maultier“ spielt auch in den Büchern eine wichtige Rolle, doch niemand von der frühen Foundation hat bis zu seinem Auftauchen Kenntnis von dieser Person.
- In den Büchern wird das Imperium bzw. die imperiale Flotte nie von der Foundation geschlagen, das Imperium zerfällt vielmehr allmählich durch Rebellionen und Bürgerkriege.
- In den Büchern verläuft die Konfrontation mit dem Maultier grundlegend anders, da bei seinem Auftreten das Imperium bereits vollkommen zerfallen ist. Trantor wurde von aufständischen Truppen geplündert, der noch amtierende Kaiser Dagobert X. regiert nur über eine Handvoll ärmliche Welten von Neu-Trantor aus. Die Foundation hat den Platz des Imperiums eingenommen und verhält sich zunehmend imperialistischer, was zu internen Widerständen führt. In dieser Situation taucht das Maultier auf, dessen Erscheinen Seldon nie vorhergesagt hatte.